# New Capital Sports Hall
New Capital Sports Hall – hala widowiskowo-sportowa w New Administrative Capital, w Egipcie. Została otwarta w 2020 roku. Może pomieścić 7500 widzów. Halę wybudowano w związku z organizacją w Egipcie mistrzostw świata w piłce ręcznej w styczniu 2021 roku, w trakcie których była ona jedną z aren turniejowych. Arena jest częścią kompleksu sportowego Sports City.